# كيوهي وادا
كيوهي وادا (باليابانية: 和田京平؛ بالكانا: わだ きょうへい) هو حكم ياباني، ولد في 20 نوفمبر 1954 في أداتشي في اليابان.